# Аномальный рентгеновский пульсар
Анома́льные рентге́новские пульса́ры (англ. Аnomalous X-ray Pulsars, AXP) — источники пульсирующего рентгеновского излучения. Название «аномальные» появилось в результате того, что долгое время не был ясен резервуар энергии, который используется нейтронной звездой для генерации рентгеновского излучения — вращательной энергии, теряемой нейтронной звездой, не хватало для объяснения рентгеновской светимости, а признаков аккреции, которая могла бы дать необходимый источник энергии, у аномальных рентгеновских пульсаров не наблюдалось.
В настоящее время считается, что аномальные рентгеновские пульсары, так же как и мягкие гамма-повторители, являются одиночными нейтронными звездами с экстремально сильными магнитными полями (до 1015 Гс) — магнетарами.
В настоящее время известно 12 аномальных рентгеновских пульсаров и два кандидата в AXP.
| Имя                   | Период вращения (в секундах) |
| --------------------- | ---------------------------- |
| 1E 2259 586           | 6,98                         |
| 1E 1048-59            | 6,45                         |
| 4U 0142+61            | 8,69                         |
| 1RXS 1708-40          | 11,0                         |
| 1E 1841—045           | 11,8                         |
| AXJ1844-0258          | 6,97                         |
| CXJ0110-7211          | 5,44                         |
| CXOU J164710.2-455216 | 10,610644(17)                |